# 亚历山德罗·邦奇剧院

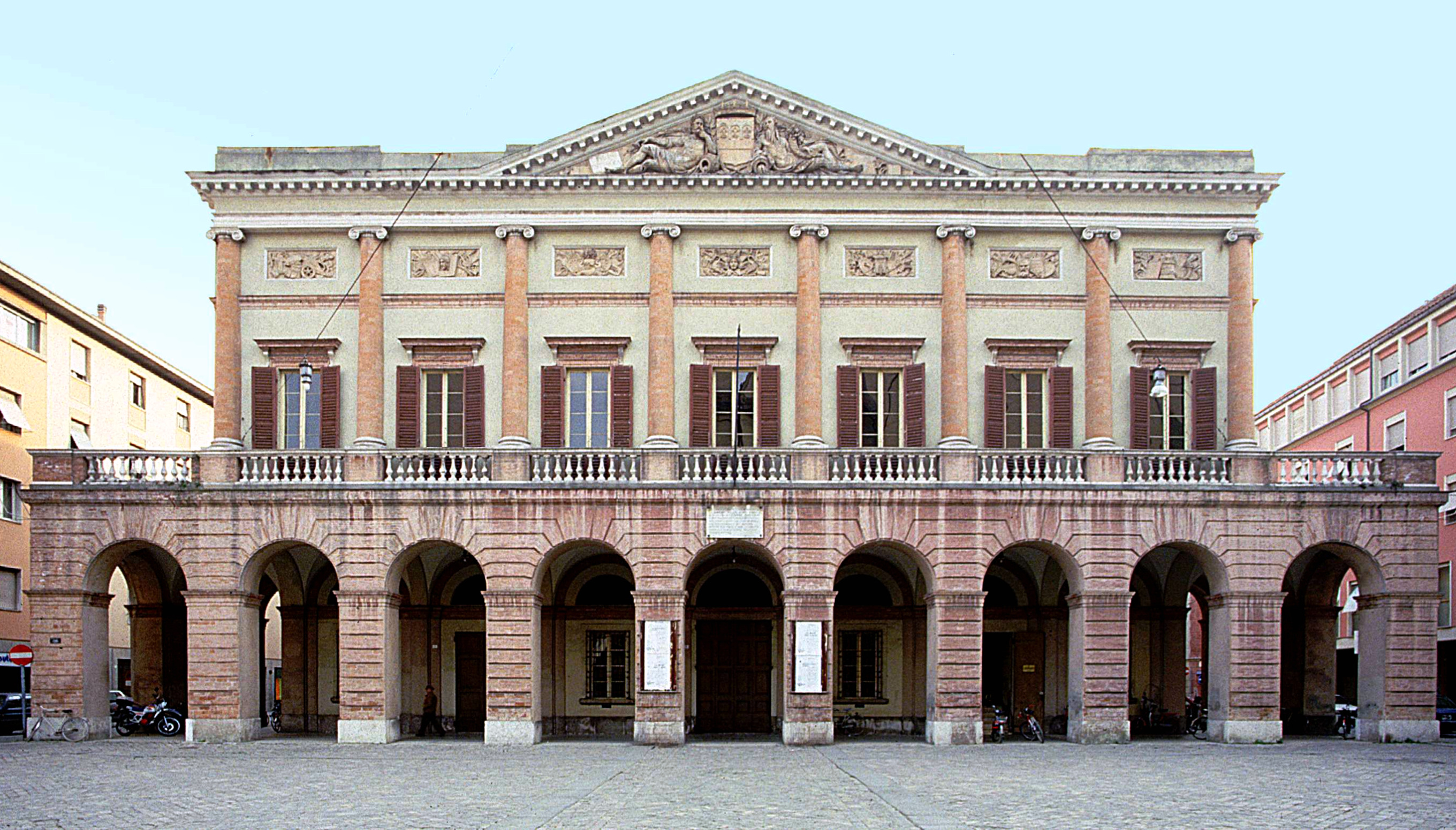

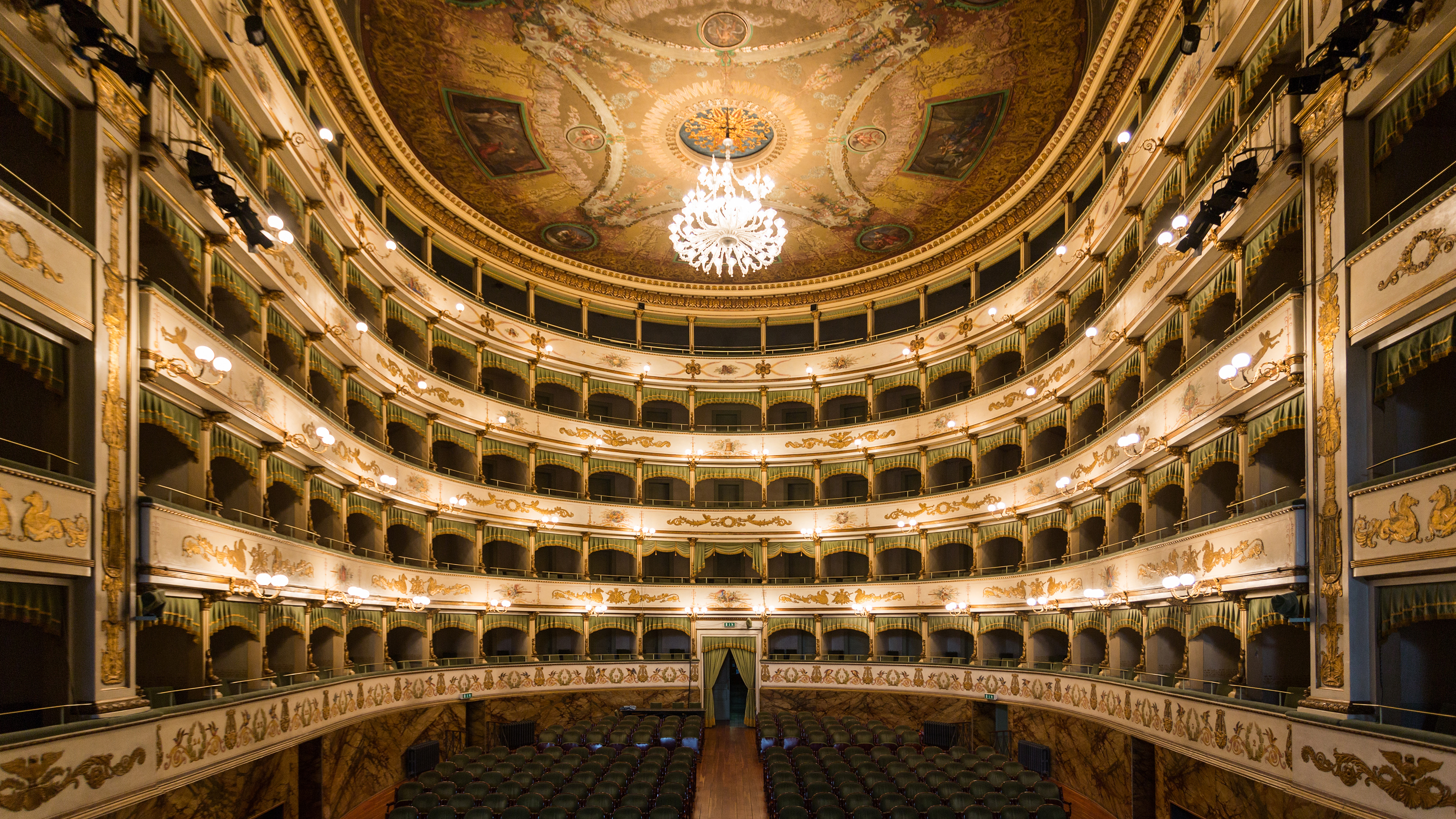

亚历山德罗·邦奇剧院（義大利語：Teatro Comunale Alessandro Bonci），是意大利切塞纳的一个歌剧院。
邦奇剧院建于斯巴达剧院的原址，1843年8月开工，由建筑师文森佐·吉内利设计，于1846年8月15日开放。
它以最好的戏剧和抒情歌剧作品脱颖而出，拥有当时最好的表演者。剧院以来自切塞纳的伟大的男高音亚历山德罗·邦奇命名，他於1904年到1927年在此表演。

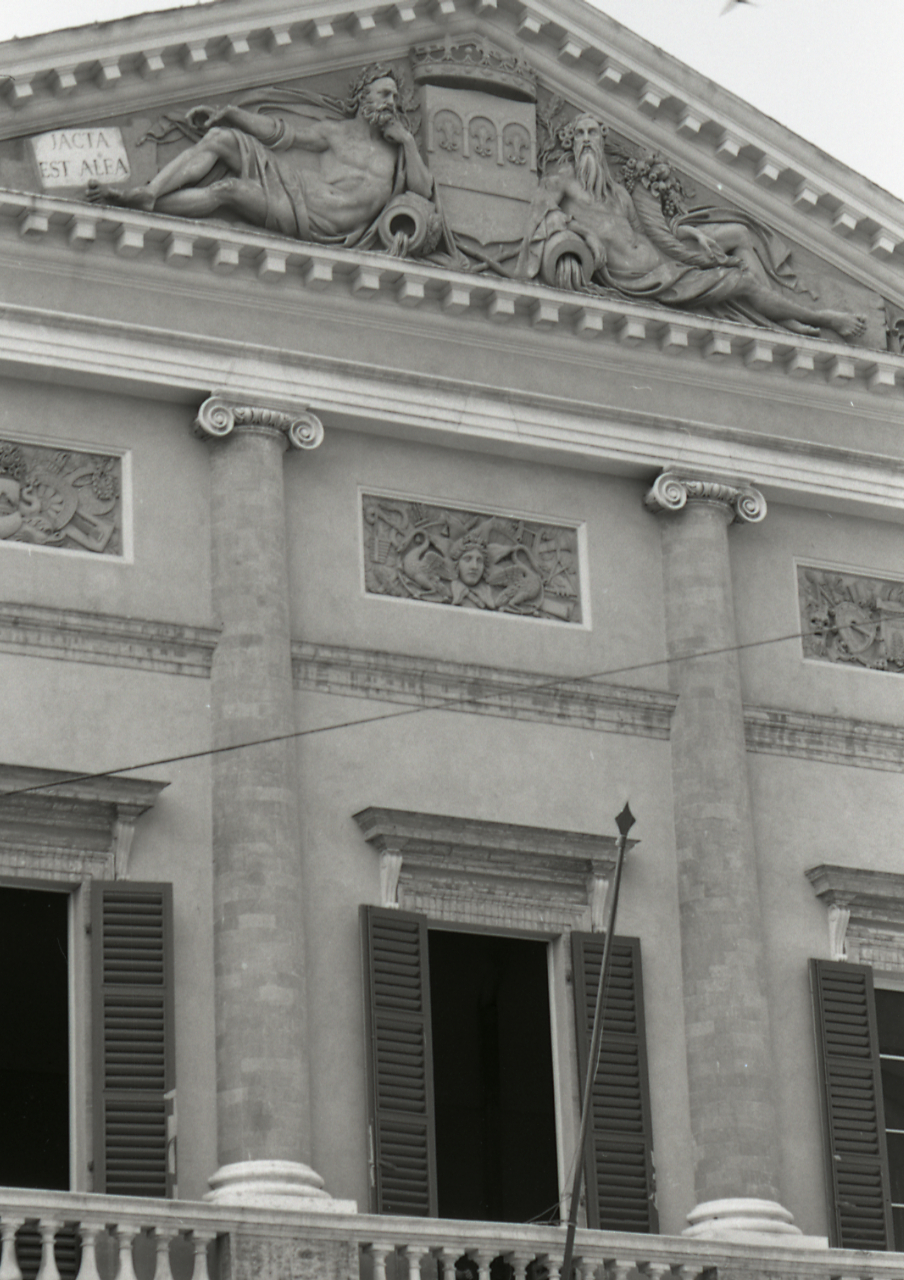

该剧院是欧洲历史剧院线路意大利部分的成员。